# Jutrzenka (obraz Józefa Chełmońskiego)
Jutrzenka – obraz olejny z 1891 roku autorstwa polskiego malarza Józefa Chełmońskiego.

## Opis obrazu
Obraz ilustruje przestronny krajobraz w efemerycznym momencie, kiedy ciemność nocy ustępuje miejsca światłu dnia. Jednolitą przestrzeń oliwkowozielonych łąk i brązowych, zaoranych pól otacza bariera lasu, która wyznacza horyzont widoczny na obrazie. Niebo ożywia ciepły blask porannego świtu. Obraz przecina ścieżka polna, ciągnąca się od pierwszego planu w głąb sceny.

## Historia
Obraz znajdował się w kolekcji Teodora i Zeneidy Duninów, którzy podarowali go w 1909 roku Muzeum Narodowym w Krakowie. Na stan z marca 2023 roku Jutrzenka była wystawiana w Muzeum Niepołomickim w Zamku Królewskim.